# Allison Graham
Allison Graham (* in Perth, Ontario) ist eine kanadische Schauspielerin und Moderatorin.

## Leben
Graham wurde in Perth geboren. Sie studierte erfolgreich an der American Academy of Dramatic Arts und kehrte danach zurück nach Kanada.
2001 gab Graham in einer Episode der Fernsehserie Doc ihr Schauspieldebüt. Danach diente sie 2003 im Computerspiel Biohazard Outbreak und dessen Nachfolger Biohazard Outbreak: File 2 aus dem Jahr 2004 als Model für das Motion Capture-Verfahren. 2004 spielte sie außerdem in einer Episode der Fernsehserie Stargate Atlantis mit. Ab Mitte der 2000er Jahre folgten immer wieder Besetzungen in verschiedenen Fernsehfilmproduktionen. Von 2006 bis 2007 stellte sie in der Fernsehserie Rumours die wiederkehrende Rolle der Annie Burroughs dar. 2008 wurde die Rolle der Deputy Jolene Harris im Film Swamp Devil mit ihr besetzt. 2009 hatte sie eine Nebenrolle in Summer’s Moon inne. Im Fernsehzweiteiler Exploding Sun – Wenn die Sonne explodiert wirkte sie in der Rolle der Fiona Henslaw mit. 2019 verkörperte sie im Fernsehfilm Winter Castle – Romanze im Eishotel die Rolle der Carrie. 
Von 2016 bis 2017 fungierte sie in der Fernsehsendung Totally Off Script als Moderatorin.

## Filmografie (Auswahl)
- 2001: Doc (Fernsehserie, Episode 2x03)
- 2004: Stargate Atlantis (Stargate: Atlantis, Fernsehserie, Episode 1x12)
- 2005: Da Vinci’s Inquest (Fernsehserie, 2 Episode)
- 2005: Mind Over Murder (Fernsehfilm)
- 2006: Flirting with Danger (Fernsehfilm)
- 2006: The Perfect Marriage (Fernsehfilm)
- 2006: Hell Hath No Fury
- 2006–2007: Rumours (Fernsehserie, 6 Episoden)
- 2007: Til Lies Do Us Part (Fernsehfilm)
- 2007: Christie’s Revenge (Fernsehfilm)
- 2007: Too Young to Marry
- 2007: Custody – Kampf ohne Gewinner (Custody, Fernsehfilm)
- 2007: Tödliches Geheimnis (My Daughter’s Secret, Fernsehfilm)
- 2008: Girl’s Best Friend (Fernsehfilm)
- 2008: Her Only Child (Fernsehfilm)
- 2008: Swamp Devil
- 2008: Mit 17 bist Du tot (Dead at 17, Fernsehfilm)
- 2009: Final Verdict (Fernsehfilm)
- 2009: The Line (Fernsehserie, 3 Episoden)
- 2009: The Ron James Show (Fernsehserie)
- 2009: A Nanny’s Secret (Fernsehfilm)
- 2009: Being Erica – Alles auf Anfang (Being Erica, Fernsehserie, Episode 2x02)
- 2009: Summer’s Moon
- 2010: Secrets of the Mountain (Fernsehfilm)
- 2010: A Beginner’s Guide to Endings
- 2012: September Runs Red
- 2012: Cold Blood – Kein Ausweg. Keine Gnade. (Deadfall)
- 2012: Running Girl (Fugitive at 17, Fernsehfilm)
- 2013: Exploding Sun – Wenn die Sonne explodiert (Exploding Sun, Fernsehzweiteiler)
- 2014: The Best Laid Plans (Miniserie, Episode 1x01)
- 2014: Trailer Park Boys: Don’t Legalize It
- 2014: Guilty at 17 (Fernsehfilm)
- 2014: A Clean Slate (Kurzfilm)
- 2015: A Husband's Confession
- 2017: Mommy’s Little Boy (Fernsehfilm)
- 2018: Murdered at 17 (Fernsehfilm)
- 2019: Winter Castle – Romanze im Eishotel (Winter Castle, Fernsehfilm)
- 2019: Deadly Influencer (Fernsehfilm)
- 2019: Mutmaßliche Entführung (Gone)
- 2020: Real Detective – Fälle, die man nie vergisst (The Detectives, Fernsehdokuserie, Episode 3x02)
- 2024: True Justice – Family Ties (Fernsehfilm)